# UGT Illes Balears
UGT Illes Balears es la sección del sindicato UGT en las Islas Baleares. Fue fundada el 4 de octubre de 1925 bajo el impulso de Llorenç Bisbal y Barceló. Desapareció tras el golpe de Estado del general Franco y fue refundada en 1975. Actualmente cuenta con 17.000 personas afiliadas.

## Secretarios generales
- 1975-1978: Angel José Barrero Ardines
- 1978-1990: Francesc Obrador Moratinos
- 1990-1994: Juan Miguel Robredo Millán
- 1994-2013: Lorenzo Bravo Muñoz
- 2013-2014: Manuel Pelarda
- 2014-2015: comisión gestora
- 2015-2021: Alejandro Texías[1]
- 2021-Actualidad: Lorenzo Navarro[2]